# Байков (посёлок)
Байков — посёлок в Зимовниковском районе Ростовской области. Административный центр Гашунского сельского поселения.
Основан в 1927 году
Население — 872 (2010)

## География
Посёлок расположен на востоке Зимовниковского района в пределах северной покатости Сальско-Манычской гряды Ергенинской возвышенности, являющейся частью Восточно-Европейской равнины, на плоском увале, разделяющим долины рек Большой и Малый Гашун. В южной части посёлка берёт начало небольшая балка, относящаяся к бассейну реки Большой. Высота местности над уровнем моря — 62 м.
По автомобильной дороге расстояние до Ростова-на-Дону составляет 350 км, до ближайшего города Волгодонск — 120 км, до районного центра посёлка Зимовники — 62 км. К посёлку имеется подъезд (24 км) от региональной автодороги Зимовники — Ремонтное — Элиста.

### Климат
Климат умеренный континентальный (согласно классификации климатов Кёппена-Гейгера — Dfa). Среднегодовая температура воздуха положительная и составляет + 9,1 °C, средняя температура самого холодного месяца января — 5,1 °C, самого жаркого месяца июля + 24,0 °C. Расчётная многолетняя норма осадков — 391 мм. Наименьшее количество осадков выпадает в марте (норма — 25 мм), наибольшее в июне (44 мм).

### Улицы
| - ул. Автогаражная, - ул. Братская, - ул. Дорожная, - ул. Звездная, - ул. Зелёная, | - ул. Молодёжная, - ул. Парковая, - ул. Рабочая, - ул. Раздельная, - ул. Садовая, | - ул. Солнечная, - ул. Стадионная, - ул. Степная, - ул. Центральная, - ул. Школьная. |

## История
Основан как центральная усадьба организованного в 1927 году племсовхоза № 4. Совхоз имел овцеводческое направление. объединял около 200000 га земли. В 1928 году от племхоза № 4 отделился совхоз № 6 («Присальский»), а в 1932 году от этих хозяйств отделились совхозы «Красный чабан» и «Комиссаровский». В 1933 году после реорганизации племхоз № 4 имел земельный фонд 51379 гектаров, в том числе 3252 гектара пахотных угодий, насчитывалось 37207 овец из них 2690 голов тонкорунных. К 1941 году в хозяйстве насчитывалось более 35 тысяч тонкорунных овец, около 2-х тысяч крупного рогатого скота.
С начала Великой Отечественной войны на защиту Родины из племхоза № 4 ушло около 300 человек, из которых лишь две трети вернулись домой.
В 1943 году на базе племсовхоза был организован военный конный завод № 164 по выращиванию для Советской Армии лошадей донской и будённовской пород. В декабре 1955 года направление хозяйства вновь было изменено на овцеводческое. В августе 1965 года племхоз № 4 был преобразован в государственный племенной завод «Гашунский».
В 1987 г. указом ПВС РСФСР поселку центральной усадьбы овцесовхоза "Гашунский"  присвоено наименование Байков.

## Население
| 2010 |
| ---- |
| 872  |